# Siderojassus kaindii
Siderojassus kaindii är en insektsart som beskrevs av Evans 1972. Siderojassus kaindii ingår i släktet Siderojassus och familjen dvärgstritar. Inga underarter finns listade i Catalogue of Life.